# Maija Kovaļevska
Maija Kovalevska (ur. 21 września 1979 w Rydze) – łotewska śpiewaczka operowa (sopran koloraturowy).
Absolwentka Jāzepa Vītola Latvijas Mūzikas akadēmija w Rydze, gdzie uczyła ją Anita Garanča. Otrzymała magisterium w czerwcu 2005. W latach 2002–2005 otrzymała szereg stypendiów m.in. od Akademii Jāzepsa Vītolsa, Łotewskiego Towarzystwa Twórczego, Richard Wagner Society, Nikołaja Giaurowa, Regione E. Romana z Mirellą Freni, i różne nagrody m.in. the Paul Sakss Opera Distinguishing Award i łotewską Grand Music Award za 2004.
W 2006 wygrała Operalia 2006 (prestiżowy konkurs wokalny prowadzony przez Plácido Domingo) w Walencji.
Również zajęła 2. miejsce na 3. Międzynarodowym Konkursie Śpiewu im. Jāzepsa Vītolsa i 1. miejsce na 10. Międzynarodowym Konkursie Młodych Śpiewaków Operowych im. Riccarda Zandonaiego. Była uczona śpiewu przez Mirellę Freni we Włoszech.
W 2006 zadebiutowała w Metropolitan Opera w Nowym Jorku jako Eurydyka w Orfeo ed Euridice.

## Role
- 2002/2003
  - debiut operowy jako Giannetta w L'Elisir d'Amore (Kuldīga),
  - Saffi w The Gypsy Baron i Lola w Cavalleria Rusticana (Opera Festival Sigulda),
  - Donna Elvira w Don Giovannim (debiut w łotewskiej Operze Narodowej w Rydze).

- 2003/2004
  - Mimì w La Bohème i Liù w Turandot (łotweska Opera Narodowa),
  - Leila w Les Pêcheurs de Perles (Opera Festival Sigulda),
  - solistka Symfonii nr 2 Gustava Mahlera, Andris Nelsons, dyrygent (Ryga).

- 2005/2006
  - Donna Elvira w Don Giovannim (włoski debiut w Weronie, Claudio Abbado, dyrygent),
  - Donna Elvira w Don Giovannim (Teatro Reggio Emilia i Kristiansand Opera Festival)
  - Hrabina w Le Nozze di Figaro (łotweska Opera Narodowa).

- 2006/2007
  - Mimì w La Bohème (Pałac Muzyki Katalońskiej, Barcelona, Zhang Xian, dyrygent),
  - Mimì (Plácido Domingo, dyrygent) i Eurydyka w Orfeo ed Euridice (James Levine, dyrygent) (Metropolitan Opera, Nowy Jork),
  - Teresa w Benvenuto Cellini (Salzburg Festival, Walerij Giergijew, dyrygent).

- 2007/2008
  - Hrabina w Le Nozze di Figaro (New National Theater, Tokio),
  - Mimì w La Bohème (Los Angeles Opera),
  - Hrabina w Le Nozze di Figaro (Staatsoper Unter den Linden, Berlin),
  - Micaëla w Carmen (Metropolitan Opera, Nowy Jork),
  - Tatjana w Eugene Onegin (Marek Janowski, dyrygent, Festiwal operowy w Glyndebourne).